# Matthias Vilhelm Huitfeldt
Matthias Vilhelm Huitfeldt (8. juli 1725 i Christiania – 25. september 1803 på Clausholm) var en dansk stiftamtmand, officer og godsejer, gift med Charlotte Emerentze Raben.
Han var søn af general Hartvig Huitfeldt og blev 1740 løjtnant reformé ved 3. throndhjemske nationale Infanteriregiment, 1743 kornet ved Hestgarden, 1746 karakteriseret og 1748 virkelig løjtnant, 1750 sekondmajor ved 4. søndenfjældske Dragonregiment, 1753 premiermajor sammesteds og derfra entlediget 1754. 1752-54 var han generaladjudant hos kongen og blev 1755 oberstløjtnant af kavaleriet og samme år kammerherre, 1762 stiftamtmand i Viborg Stift og amtmand i Hald Amt, hvortil endnu for en kortere tid i 1773 kom Skivehus Amt. 1764 blev han Ridder af Dannebrog, 1773 gehejmeråd og 1779 gehejmekonferensråd. Han døde 25. september 1803 på Clausholm.
Efter at han i 1754 i forening med moderen havde solgt Hafslund i Smålenene, købte han 1758 det pragtfuldt byggede Clausholm med underliggende Skanderborg- og Sophie Amaliegård i Jylland, hvoraf han ved testamente af 13. juni 1800 oprettede et pengefideikommis på ca. 400000 Rdl. (senere omskrevet til ca. 285000 Rdl.), hvilket han ved giftermål havde ønsket at overføre til den ældre linje af sin egen slægt, men da dette mislykkedes på en måde, der forbitrede ham, indsatte han, næst efter sine egne descendenter, nogle af sin frues søsterbørn som nærmeste successorer og først derpå 2 af de yngste linjer af sin egen slægt og endelig et akademi i Norge (senere bestemt til det norske universitet). Da hans descendens uddøde 1843, gik fideikommisset over til første sidelinje, den grevelige slægt Moltke-Huitfeldt af Glorup, og kom senere i slægten Berners besiddelse.
Huitfeldt blev gift 1. gang 22. september 1752 med hoffrøken Sophie Hedevig von Linstow (7. oktober 1731 – 1. juni 1753 på Hafslund), 2. gang 5. juni 1756 med Charlotte Emerentia "Emerentze" Raben (21. september 1731 – 26. april 1798).